# 红铅笔抗议
红铅笔抗议（英語：Red Pencil protest）是马来西亚的一场抗议活动，由一群媒体工作者发起的“愤怒媒体运动”（GERAMM）于2014年1月4日所举办，以抗议政府打压媒体，冻结英文周报《热点》的出版准证。参与集会者大约200人。《热点》停刊原因被认为是因为此前报道了首相纳吉·阿都拉萨的开支与妻子罗斯玛·曼梳乘搭专机出国的新闻，尽管内政部后来驳斥了此猜测。